# Michel Schwalbé
Michel Schwalbé (Radom, 27 ottobre 1919 – Berlino, 9 ottobre 2012) è stato un violinista polacco.

## Biografia
Ha iniziato in tenera età lo studio del violino a Varsavia sotto la guida di un allievo di L. Auer. A partire dal 1933 ha studiato per alcuni anni con George Enescu e con Pierre Monteux a Parigi.
Un primo premio ottenuto al Conservatorio della capitale francese ha coronato i suoi studi.
Nel 1946 è diventato spalla dell'Orchestre de la Suisse Romande: una carica che, in seguito, lo ha legato ad altri complessi sinfonici quali l'orchestra del Festival di Lucerna e i Berliner Philharmoniker.
A tali impegni ha affiancato quello di valido insegnante sia alla Hochschule für Musik di Berlino sia ai corsi estivi dell'Accademia di Salisburgo.
La sua attività principale è stata il concertismo, ed è in questo campo che ha ottenuto i maggiori successi.
Il 9 ottobre 2012 è morto pochi giorni prima di compiere 93 anni.